# Pekka Niemi
Pekka Niemi (* 14. November 1909 in Alapaakkola; † 21. Dezember 1993 in Kittilä) war ein finnischer Skilangläufer.
Niemi, der für den Kittilä Urheilijat und den Ounasvaaran Hiihtoseuraa startete, gewann bei den Olympischen Winterspielen 1936 in Garmisch-Partenkirchen die Bronzemedaille über 18 km. Zudem errang er dort den achten Platz über 50 km. Ein Jahr später wurde er bei den Nordischen Skiweltmeisterschaften 1937 in Chamonix Weltmeister über die 50 Kilometer und gewann Bronze über 18 km und Silber mit der Staffel. In den Jahren 1937, 1939 und 1941 gewann er den 50-km-Lauf in Ounasvaara. Bei den Nordischen Skiweltmeisterschaften 1938 in Lahti lief er auf den zehnten Platz über 18 km und auf den vierten Rang über 50 km. Im März 1938 siegte er beim Holmenkollen Skifestival über 50 km. Im folgenden Jahr kam er bei den Nordischen Skiweltmeisterschaften 1939 in Zakopane auf den sechsten Platz über 18 km und auf den fünften Rang über 50 km und bei den Lahti Ski Games auf den zweiten Platz über 50 km.